# Parkstein
Parkstein er en købstad (markt) i Landkreis Neustadt an der Waldnaab i Regierungsbezirk Oberpfalz i den tyske delstat Bayern. Den er en del af Verwaltungsgemeinschaft Neustadt a.d.Waldnaab.

## Geografi
Parkstein ligger rundt om bjerget med samme navn, en basaltkegle af vulkansk oprindelse i Naturpark Oberpfälzer Wald.

### Nabokommuner
Nabokommuner er byen Weiden, byen Pressath, og kommunerne Schwarzenbach, Kirchendemenreuth og Altenstadt a.d.Waldnaab

### Inddeling
Kommunen består ud over hovedbyen Parkstein af disse landsbyer og bebyggelser: Frühlingshöhe, Grünthal, Hagen, Hammerles, Neumühle, Niederndorf, Pinzenhof, Polier, Scharlmühle, Schwand, Sogritz og Theile.
Kommunen Schwand blev indlemmet i 1972, og i 1978 blev kommunen Hammerles ligeledes en del af Parkstein.

## Forskelligt
- Tidligere lå på spidsen af basaltkeglen Burg Parkstein men den har siden 1756 været i forfald, og nu er kun grundmurene af det store anlæg, synlige.
- Bjerget blev af Delstaten Bayern i 2004 sat som nr. 20 på en liste over de 100 smukkeste steder i Bayern ("Schönsten Geotope Bayerns")
- Basaltkeglen er 24 mio. år gammel og består af nephelin-basalt med olivin-stænk, basalttuf og porcelænsjaspis.
- 26. februar 1822 blev musikeren Franz-Josef Strauss, der var far til Richard Strauss, født i Parkstein.